# Stångträsket
Stångträsket är en sjö i Storumans kommun i Lappland och ingår i Umeälvens huvudavrinningsområde. Sjön har en area på 0,269 kvadratkilometer och ligger 429 meter över havet. Sjön avvattnas av vattendraget Lombäcken.

## Delavrinningsområde
Stångträsket ingår i det delavrinningsområde (723573-157406) som SMHI kallar för Inloppet i Stor-Gubbträsket. Medelhöjden är 495 meter över havet och ytan är 54,79 kvadratkilometer. Det finns inga avrinningsområden uppströms utan avrinningsområdet är högsta punkten. Lombäcken som avvattnar avrinningsområdet har biflödesordning 3, vilket innebär att vattnet flödar genom totalt 3 vattendrag innan det når havet efter 268 kilometer. Avrinningsområdet består mestadels av skog (84 procent) och sankmarker (11 procent). Avrinningsområdet har 0,45 kvadratkilometer vattenytor vilket ger det en sjöprocent på 0,8 procent.